# موتور عبدالواحد (کورین)
موتور عبدالواحد روستایی در دهستان شورو بخش کورین شهرستان زاهدان استان سیستان و بلوچستان ایران است.

## جمعیت
بر پایه سرشماری عمومی نفوس و مسکن در سال ۱۳۹۵ جمعیت این روستا ۱۸۷ نفر (۵۴خانوار) بوده‌است.